# Sudimir
Sudimir (en rus: Судимир) és un poble de l'óblast de Kaluga, a Rússia, que en el cens del 2010 tenia 91 habitants, pertany al districte de Jizdra.